# Немер, Майнхард
Майнхард Немер (нем. Meinhard Nehmer, 13 января 1941, Полицкий повят) — восточно-германский бобслеист, пилот, выступавший за сборную ГДР в середине 1970-х — начале 1980-х годов. Участник двух зимних Олимпийских игр, двукратный чемпион Инсбрука, обладатель золотой и бронзовой медалей Лейк-Плэсида, чемпион мира и Европы.

## Биография
Майнхард Немер родился 13 января 1941 года в Полицком повяте в семье фермера, позже семья переехала в Щецин, где мальчик окончил восемь классов школы. С 1961 года по 1963-й работал техником на метеостанции мыса Аркона. Позже поступил в Инженерную школу сельскохозяйственной техники Нордхаузена, окончил её, получив специальность инженера аграрного машиностроения. Одновременно увлёкся спортом, ещё в детстве метал копьё на лугах отцовской фермы, потом пошёл в секцию лёгкой атлетики, в частности, выступал в метании копья, установив личный рекорд в 81,5 м и завоевал бронзу национального первенства, также добился некоторых успехов в метании диска и толкании ядра. Мечтал стать выдающимся легкоатлетом, но в 1971 году сильно повредил плечо и после операции вынужден был оставить лёгкую атлетику. Тем не менее, Немер не хотел расставаться с большим спортом и решил попробовать себя в бобслее.
В разное время был членом нескольких немецких бобслейных клубов, выступал в качестве пилота на некоторых турнирах национально масштаба, а первую медаль выиграл в 1975 году среди двоек на чемпионате ГДР в Оберхофе. Благодаря череде удачных выступлений Немера пригласили защищать честь страны на Олимпийских играх 1976 года в Инсбруке, причём на церемонии открытия он шёл со знаменем своей страны. Здесь Немер, на удивление общественности, завоевал сразу две золотые медали, финишировал первым как в двойках, так и в четвёрках. В 1977 году удостоился звания чемпиона мира, победив на соревнованиях в швейцарском Санкт-Морице. Годом спустя пополнил медальную коллекцию серебром и бронзой мирового первенства в американском Лейк-Плэсиде. Не менее удачным для спортсмена получился 1979 год, когда он стал чемпионом Европы и добавил в послужной список серебряную награду чемпионата мира в Кёнигсзее.
В 1980 году Майнхард Немер ездил на Олимпийские игры в Лейк-Плэсид, где с двухместным экипажем завоевал бронзу, а с четырёхместным — золото, которое впоследствии назвал самой важной наградой в своей карьере. На тот момент ему было уже 39 лет, поэтому вскоре после этой победы спортсмен принял решение уйти из бобслея.
Покончив с бобслеем, в 1982 году Немер поступил на службу в военно-морские силы Фольксмарине, дослужился до капитана второго ранга, но из-за возраста и ввиду объединения Германии с последующим расформированием частей вынужден был уйти на пенсию. Некоторое время оставался безработным, сдавал комнаты в своём доме, пока в конце 1991 года не стал тренером четырёхместного боба сборной США, занимался подготовкой пилота Брайана Шаймера, с 1993 года по 2000 работал главным тренером национальной команды Италии, в частности, внёс большой вклад в развитие пилота Гюнтера Хубера. Затем устроился на работу в Союз бобслея и санного спорта Германии, числился там вплоть до Олимпийских игр 2006 года в Турине, после чего окончательно ушёл из спорта. За свои спортивные достижения награждён орденом Заслуг перед Отечеством.